# Galium nakaii
Galium nakaii är en måreväxtart som beskrevs av Yûshun Kudô. Galium nakaii ingår i släktet måror, och familjen måreväxter. Inga underarter finns listade i Catalogue of Life.